# Институт металлургии и материаловедения имени А. А. Байкова РАН
Институт металлургии и материаловедения им. А. А. Байкова РАН (ИМЕТ РАН; англ. Baikov Institute of Metallurgy and Materials Science) — научный центр по изучению проблем в области цветной и чёрной металлургии, а также в области металловедения и огнеупорных материалов. Образован 29 октября 1938 года, первым директором был инициатор создания института академик И. П. Бардин.

## История
Институт был создан по инициативе И. П. Бардина под именем Институт металлургии АН СССР 29 октября 1938 года. 5 ноября этого же года Бардин был назначен исполняющим обязанности директора. Первыми руководителями отделов института были М. А. Павлов (отдел чёрной металлургии), Д. М. Чижиков (отдел цветной металлургии), А. А. Байков (отдел металловедения), Э. В. Брицке (отдел физико-химических исследований).
19 июля 1941 года институт был эвакуирован в Свердловск, а в 1943 году вновь вернулся в Москву.
В 1946 году был создан отдел металловедения цветных металлов и сплавов, который возглавил А. А. Бочвар. В том же году институту было присвоено имя академика Александра Александровича Байкова.
26 декабря 1997 года название института было изменено на «Институт металлургии и материаловедения им. А. А. Байкова Российской академии наук».
В 2007 году произошло объединение с Институтом физико-химических проблем керамических материалов РАН.

## Директора
- 1939—1960 — И. П. Бардин[2];
- 1960—1961 — А. М. Самарин[4];
- 1962—1967 — М. В. Приданцев;
- 1967—1970 — А. М. Самарин[4];
- 1970—1975 — Н. В. Агеев;
- 1975 — 1978 — Е. М. Савицкий[5];
- 1978—1987 — А. И. Манохин;
- 1987—2004 — Н. П. Лякишев[6];
- 2004—2007 — Ю. К. Ковнеристый;
- 2007 -— 2018 — К. А. Солнцев;
- с 2018 — В. С. Комлев

## Структура
В настоящее время в состав института входит 28 лабораторий, занимающихся физико-химическими и материаловедческими проблемами, аморфными и нанокристаллическими сплавами, композиционными и керамическими материалами.